# SAI Ambrosini S.7
Il SAI Ambrosini S.7 era un monomotore da addestramento ad ala bassa prodotto dalla Società Aeronautica Italiana Ambrosini alla fine degli anni quaranta.
Derivato direttamente dal SAI Ambrosini 7 del periodo prebellico, fu uno dei velivoli di produzione nazionale che formarono l'ossatura della rinata aeronautica militare della Repubblica Italiana. I 145 esemplari costruiti furono utilizzati dalle scuole di volo militari nelle versioni monoposto e biposto ed affiancarono il più potente North American T-6 Texan nella formazione dei piloti prima di venire dismessi e venduti in minima parte ad aeroclub dove proseguirono la loro opera nell'istruzione di pilotaggio civile.

## Storia del progetto
La possibilità di realizzare un aereo da addestramento derivato direttamente dal SAI 7 fu condivisa dall'ingegner Angelo Ambrosini e dall'allora capo di stato maggiore della Regia Aeronautica, generale Giuseppe Valle che, era il 1939, concordarono di valutare l'aereo in concorrenza con il Nardi FN.315 per il ruolo di formazione dei piloti degli aerei da caccia.

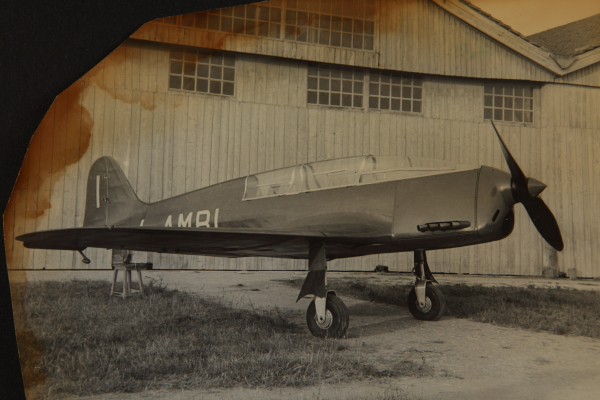
Uno dei due esemplari originali di SAI 7

In epoca pressoché contemporanea l'allora tenente colonnello Umberto Nannini suggerì di derivare un aereo da caccia, sempre partendo dalla base del medesimo SAI 7.
Mentre da questa seconda proposta avrebbe avuto origine il caccia leggero SAI 107, il progetto per l'addestratore si concretizzò nelle fattezze del SAI S.7: sostanzialmente molto simile al predecessore, l'S.7 era caratterizzato dal lungo abitacolo vetrato che alloggiava i due membri dell'equipaggio disposti in tandem; mentre il disegno esteriore mostrava evidenti analogie che testimoniavano la diretta correlazione dei due velivoli, le differenze maggiormente evidenti tra i due aerei erano costituite dalla differente motorizzazione e dalle forme del carrello d'atterraggio, per quanto in entrambi i casi di tipo retrattile.
Non fu dato corso alla realizzazione di prototipi, ma i due esemplari di SAI 7 furono modificati al nuovo standard e fu avviata direttamente la realizzazione di un lotto di dieci esemplari di «preserie», il primo dei quali fu consegnato alla Regia Aeronautica nel giugno del 1942.
Secondo parte della storiografia reperita, la denominazione di questi dieci esemplari non cambiò e gli stessi vengono ancora identificati come «SAI 7».
Le successive vicende italiane rendono offuscata la sorte dei dieci S.7, secondo alcuni tutti consegnati entro l'agosto del 1943, mentre altri ritengono che non vi sia indicazione certa della consegna degli ultimi due.
Anche all'estero la sorte del monoplano di Stefanutti non ebbe maggior fortuna: l'interessamento per l'acquisto della licenza produttiva da parte delle autorità svizzere e ungheresi non sfociò in fatti concreti.
L'avvio della ricostruzione segnò però l'inizio di una nuova vita per l'S.7: rivisto ed ammodernato esteriormente, dotato di un nuovo profilo alare e (ancora una volta) di una nuova unità motrice, l'aereo fu scelto dall'Aeronautica Militare come addestratore per i piloti da caccia nel 1948. Nella nuova configurazione, il primo esemplare fu portato in volo nell'estate del 1949 e, questa volta, conobbe un successo incondizionato, prodotto in cinque serie costruttive per un totale di 117 velivoli in configurazione monoposto e 28 in configurazione biposto.
Nella primavera del 1952 fu infine presentato un nuovo prototipo per l'ennesimo sviluppo del monoplano, ulteriore passo evolutivo del progetto originario, ancora una volta ottenuto mediante l'introduzione di un nuovo motore; fu denominato Super S.7.

## Tecnica

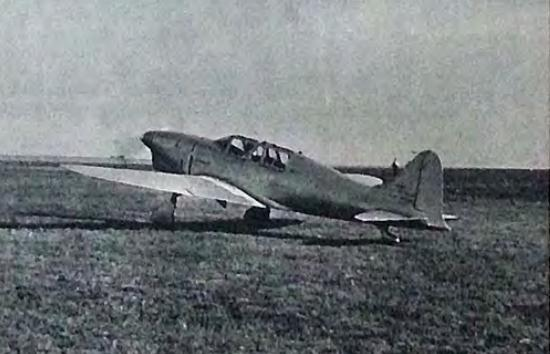
Vista laterale del SAI Ambrosini S.7

Il velivolo conservava la tecnica costruttiva del modello originale, ovvero fusoliera ed ala realizzate completamente in legno, quest'ultima montata bassa ed a sbalzo. La cabina di pilotaggio era chiusa, allungata per ricevere il secondo posto in tandem per le versioni biposto e dotata di un ampio tettuccio finestrato. Posteriormente il velivolo terminava in un classico impennaggio monoderiva. Il carrello d'atterraggio era un classico triciclo posteriore, con gli elementi anteriori completamente retrattili all'interno dell'ala in direzione della fusoliera e completato con un ruotino d'appoggio carenato posto sotto la coda.
Mentre la motorizzazione dei primi dieci aerei costruiti a partire dal 1942 era affidata ad un Isotta Fraschini Beta RC.10 (motore a 6 cilindri in linea e raffreddati ad aria) da 280 CV (206 kW) di potenza, gli esemplari postbellici furono equipaggiati con un Alfa Romeo 115ter, un 6 cilindri in linea raffreddato ad aria, capace di 225 CV (165 kW), abbinato ad un'elica bipala.

## Impiego operativo

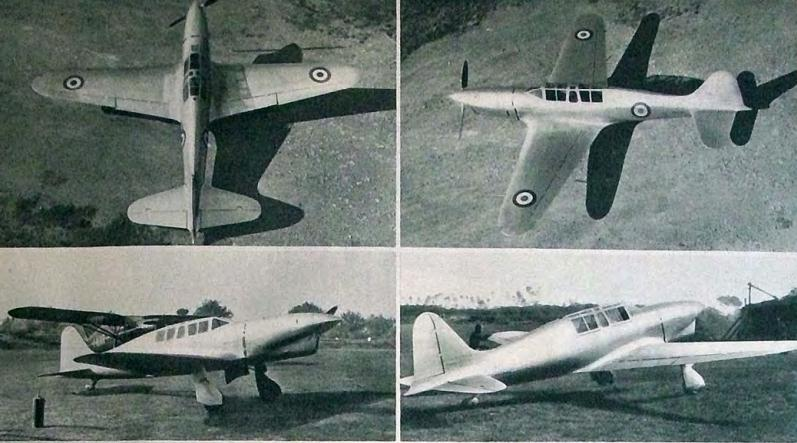
Quattro diverse immagini dell'S.7 in versione biposto

Le consegne dei due SAI 7 modificati (matricole MM. 410 e 411) alla Regia Aeronautica, avvennero nel giugno del 1942; gli aerei furono assegnati alla 2ª Squadriglia del Gruppo Autonomo Volo della 3ª Squadra aerea mentre il primo esemplare del nuovo lotto di dieci S.7 (matricola MM. 56633) andò al 1º Reparto Volo del 1° Centro Sperimentale.
Nel dopoguerra l'S.7 venne impiegato, per breve tempo, dal 5º Stormo in attesa che venissero consegnati i caccia P-47 Thunderbolt; il 6º e il 51º Stormo li ebbero in dotazione direttamente nel ruolo originario di addestratori.
A partire dalla prima metà degli anni cinquanta gli aerei furono progressivamente dismessi dall'Aeronautica Militare per entrare a far parte del materiale di volo di diversi aeroclub, prendendo parte a numerose manifestazioni sportive nelle quali ebbero modo di aggiudicarsi successi significativi.
Uno di questi velivoli, equipaggiato con motore de Havilland Gipsy Queen da 243 CV (179 kW) e condotto da Leonardo Bonzi, il 21 dicembre del 1951 si aggiudicò il primato mondiale di velocità sulla distanza di 100 km chilometri viaggiando a 367,36 km/h di media e quello sulla distanza di 1000 km alla media di 358,63 km/h.

## Versioni
- S.7 monoposto - prodotto in 117 esemplari
- S.7 biposto - prodotto in 28 esemplari

### Varianti
- SAI Ambrosini Super S.7

## Utilizzatori
Italia
- Aeronautica Militare

### Annotazioni
1. ↑  Che dal febbraio del 1940 sarebbe diventato comandante del neocostituito 46º Stormo da bombardamento terrestre.
2. ↑  Per altro "Aerei nella storia" indica erroneamente trattarsi di un 12 cilindri, anziché 6.

### Fonti
1. ↑  SAI S.7, in Уголок неба (Angolo di Cielo).
2. 1 2  Sgarlato, 2010, p. 42.
3. 1 2 3 4 5 6 7 8 9  Sgarlato, 2010, p. 43.
4. 1 2 3  L'Aviazione, p. 218.
5. ↑  Apostolo, 1981, p. 284.
6. 1 2 3 4 5 6 7  L'Aviazione, p. 216.
7. ↑  De Rysky, 1940.
8. ↑  Sgarlato, 2010, p. 44.